# The Empty Box and Zeroth Maria
Utsuro no Hako to Zero no Maria (空ろの箱と零のマリア?), también conocida como The Empty Box and Zeroth Maria o HakoMari (箱マリ?), es una serie de novelas ligeras escrita por Eiji Mikage e ilustrada por Tetsuo. ASCII Media Works publicó siete volúmenes desde enero de 2009 hasta junio de 2015 mediante su imprenta Dengeki Bunko. Las novelas han publicadas en inglés por Yen Press,  y en polaco por Waneko.

## Argumento
La historia se centra en un chico despreocupado llamado Kazuki Hoshino, quien se apega firmemente a su vida cotidiana, y Aya Otonashi, quien repentinamente se transfiere a su clase por 13118° vez y declara que su objetivo es "doblegarlo". Esto hace que se produzcan una serie de eventos, involucrando aparatos sobrenaturales conocidos como "Cajas" y un ser sobrenatural el cual hace que los personajes se enfrenten entre sí, lo cual produce que sus amigos se vean envueltos.
- Datos: Q3552784

1. ↑  «「櫻子さんの足下には死体が埋まっている」2015年秋、テレビアニメ放送決定». アニメ！アニメ！ (en japonés). Consultado el 14 de abril de 2016.
2. ↑  Sferratore, Nadine (16 de diciembre de 2016). «Day 7: Surprise Announcement!». Yen Press. Consultado el 16 de diciembre de 2016.
3. ↑  «Yen Press Licenses The Empty Box and the Zeroth Maria Light Novel». Anime News Network. 16 de diciembre de 2016. Consultado el 21 de diciembre de 2016.
4. ↑  «Utsuro no Hako to Zero no Maria». MyAnimeList.net. Consultado el 7 de julio de 2019.
5. ↑  «Nasze mangi – Waneko». waneko.pl. Consultado el 7 de julio de 2019.